# Integral el·líptica de tercera espècie
Una  integral el·líptica de tercera espècie  és un cas particular de la integral el·líptica. Sigui {\displaystyle 0<k^{2}<1}, la integral el·líptica completa de tercera espècie es defineix com:

{\displaystyle \Pi (n;\phi ,k)=\int _{0}^{\phi }{d\theta  \over (1-n\sin ^{2}\theta ){\sqrt {1-k^{2}\sin ^{2}\theta }}}=\int _{0}^{\sin \phi }{dt \over (1-nt^{2}){\sqrt {(1-t^{2})(1-k^{2}t^{2})}}}}

on {\displaystyle n} és una constant.

## Aplicacions
Les integrals el·líptiques de tercera espècie apareixen de manera natural en la integració de les equacions de moviment d'un pèndol esfèric.